# Ikio Satō
Pour les articles homonymes, voir Sato.
Ikio Satō (佐藤井岐雄, Satō Ikio) est un  herpétologiste japonais, né le 22 novembre 1902 à Okumyōgata-mura dans la préfecture de Gifu et mort le 11 août 1945 à Hiroshima.
Il étudie à l’école normale supérieure d’Hiroshima puis enseigne l’histoire naturelle à la préfecture de Nagano. Il finit par venir à l’université de Hiroshima où il passe le reste de sa brève carrière. Il obtient son Doctorat of Sciences en 1941 et devient professeur assistant en 1943. Il est exposé aux rayonnements de la bombe américaine et meurt cinq jours plus tard.
Sato réalise de nombreuses recherches sur les arachnides et sur la systématique et la cytologie des salamandres asiatiques. Son ouvrage le plus connu paraît en 1943. Ses manuscrits sont détruits également lors du bombardement.

## Source
- Kraig Adler (1989), Contributions to the History of Herpetology, Society for the study of amphibians and reptiles, 202 p.  (ISBN 0-916984-19-2)